# Притвицы
Притвиц (нем. Prittwitz) — силезский баронский род герба Вчеле, известный (1306), владевший замком Гюлау (1821). Разделился на несколько ветвей, из которых две переселились в Россию.
Карл Карлович (1797—1881) вступил в русскую службу при императоре Александре I и был генерал-адъютантом и генералом от кавалерии. Его потомство внесено в родословную книгу Санкт-Петербургской губернии. Другая ветвь происходит от полковника Карла Карловича Притвица, вступившего в русскую службу при Екатерине II и убитого в Финляндии (1809), она внесена в родословную книгу Рязанской губернии.
Именным Высочайшим указом (23 февраля 1894), генерал-лейтенанту Николаю, в звании камергера Высочайшего двора статскому советнику Карлу Притвиц, с нисходящим потомством, предоставлено право пользоваться баронским титулом, с коим отец их, Карл Притвиц, вступил на службу в России.
Именным Высочайшим указом (26 марта 1897) земскому начальнику 2-го участка Ямбургского уезда С-Петербургской губернии Александру Притвицу, с нисходящим от него потомством, дозволено пользоваться баронским титулом, с коим дед его, Карл Притвиц, вступил на службу в России.

## Известные представители
- Претвич, Бернард (1500—1561) — военный и государственный деятель Речи Посполитой.
- Притвиц, Зигмунд Мориц (1747—1822) — прусский генерал-лейтенант от кавалерии.
- Притвиц, Иоахим Бернхард фон (1726—1793) — прусский генерал от кавалерии.
- Притвиц, Карл:[править]  -  Притвиц, Карл Карлович (1797—1881) —  генерал от кавалерии, генерал-адъютант.
  -  Притвиц, Карл Людвиг (1790—1871) —  прусский генерал от кавалерии, участвовавший в подавлении Мартовской революции.
- Притвиц, Лев Карлович (1878—1957) — генерал-майор, герой русско-японской войны.
- Притвиц, Максимилиан фон (1848—1917) — немецкий полководец во время Первой мировой войны.
- Притвиц, Наталья Алексеевна (1931—2019) — инженер-гидротехник, популяризатор науки, журналист, аналитик, сценарист.
- Притвиц, Николай Карлович (1835—1896) — генерал-лейтенант.
- Притвиц, Павел Карлович (1792—1856) — генерал-лейтенант, сенатор.
- Притвиц, Фёдор Карлович (1798—1849) — генерал-майор корпуса инженеров путей сообщения, директор Училища гражданских инженеров и Строительного училища.